# Arrondissement judiciaire d'Arlon
Pour les articles homonymes, voir Arlon (homonymie).
Subdivisions
L'arrondissement judiciaire d'Arlon était l'un des trois arrondissements judiciaires de la province belge de Luxembourg et l'un des neuf qui dépendaient du ressort de la Cour d'appel de Liège. Il fut formé le 18 juin 1869 lors de l'adoption de la loi sur l'organisation judiciaire et fait partie de l'arrondissement judiciaire du Luxembourg depuis la fusion des arrondissements judiciaires de 2014.

## Subdivisions
L'arrondissement judiciaire d'Arlon était divisé en 2 cantons judiciaires,. Il comprenait 15 communes, celles de l'arrondissement administratif d'Arlon et de l'arrondissement administratif de Virton, chaque canton judiciaire étant délimité par un arrondissement administratif.
Note : les chiffres et les lettres représentent ceux situés sur la carte.
1. Canton judiciaire d'Arlon-Messancy
      1. Arlon
  2. Attert
  3. Aubange
  4. Martelange
  5. Messancy
2. Canton judiciaire de Virton-Florenville-Étalle
      1. Chiny
  2. Étalle
  3. Florenville
  4. Habay
  5. Meix-devant-Virton
  6. Musson
  7. Rouvroy
  8. Saint-Léger
  9. Tintigny
  10. Virton